# Hjörvar Steinn Grétarsson
Pour les articles homonymes, voir Grétarsson.
Hjörvar Steinn Grétarsson est un joueur d'échecs islandais né le 29 mai 1993 à Reykjavik.
Au 1er mai 2021, il est le no 1 islandais avec un classement Elo de 2 588 points. 

## Biographie et carrière
Grand maître international depuis 2013, Hjörvar Steinn Grétarsson a remporté le congrès de Reykjavik (avec 8 points sur 9) et le festival MOTX 2019 de Kópavogur (6,5/7) en janvier-février 2019.
Au 1er mars 2019, il est le 50e joueur mondial en blitz avec un classement Elo en blitz de 2 691 points.
Il remporte le championnat d'Islande d'échecs en 2021 et en 2022.
Il a représenté l'Islande lors de quatre olympiades de 2010 à 2016 et de quatre championnats d'Europe par équipes, marquant plus de 74 % des points (27,5/37) lors des olympiades,.
Lors de la Coupe du monde d'échecs 2021, Hjörvar Steinn Grétarsson battit le Biélorusse Kirill Stoupak au premier tour, puis perdit face au Russe Maksim Matlakov au deuxième tour.